# Alice Springs

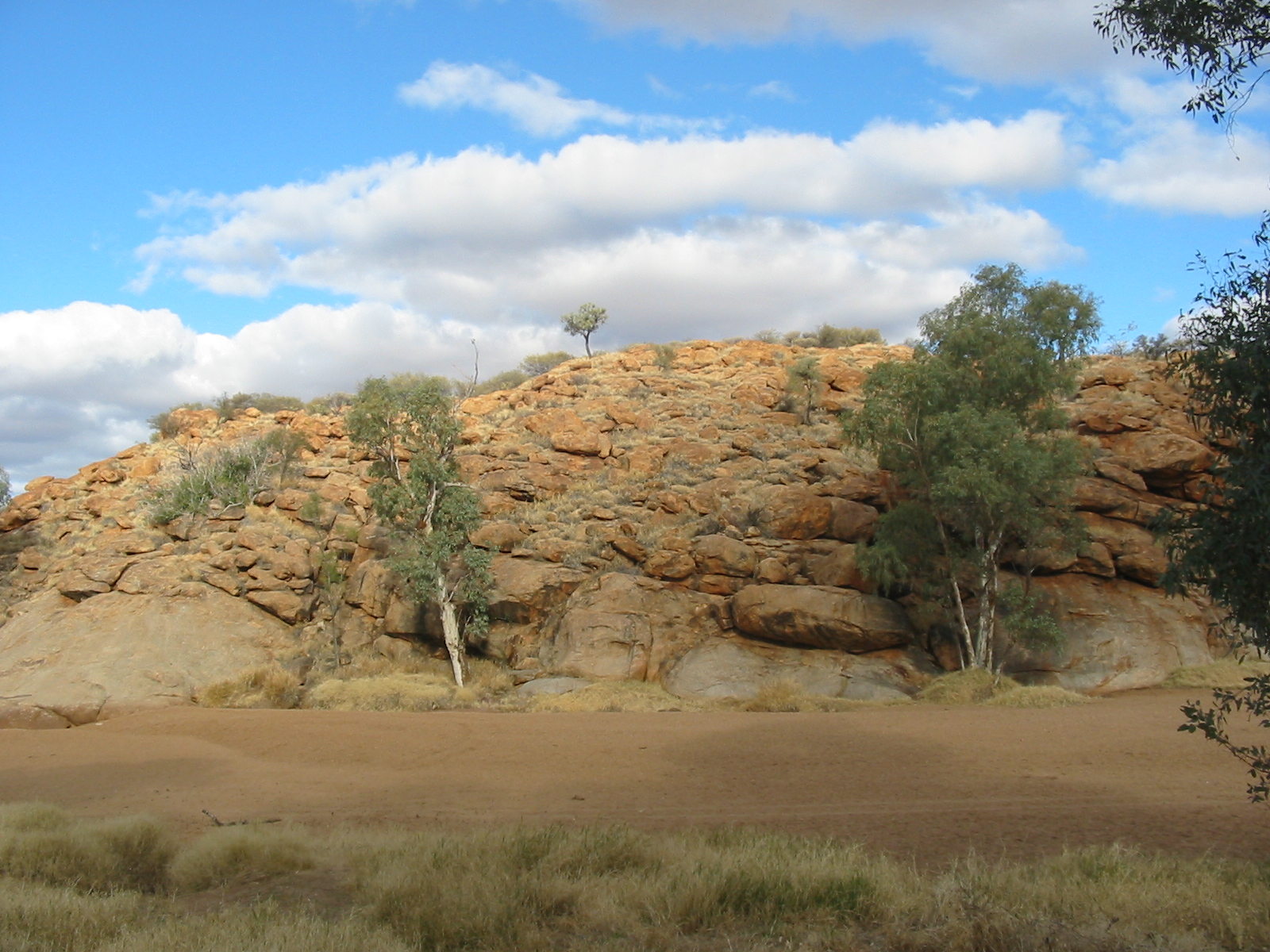
Fundstelle der „Quelle“

Alice Springs (Arrernte Mparntwe) ist die einzige größere Stadt nahe dem geographischen Zentrum Australiens und in dieser Eigenschaft das infrastrukturelle Tor zum australischen Outback, jeweils etwa 1300 Kilometer von den nächsten Großstädten (Adelaide, Darwin) entfernt. Sie befindet sich im Northern Territory und hat ca. 25.000 Einwohner.

## Geschichte
Alice Springs entstand 1872 im Zuge des Baus der Transaustralischen Telegrafenleitung. Charles Todd war als Direktor der Postdienste im Auftrag der Kolonialregierung von South Australia für das Projekt verantwortlich. Nach ihm wurde später der Todd River benannt. Da die Telegraphenverbindungen aufgrund des elektrischen Widerstands der Leitungen nur eine begrenzte Strecke überbrücken konnten, musste eine Reihe von Telegraphenstationen inmitten des Outback errichtet werden. Eine davon war Alice Springs.
Als Landvermesser im Dienste des Projektes hatte William Whitfield Mills die Aufgabe, für diese Telegraphenstation ein geeignetes Gelände auszuwählen. Er fand am Rand der MacDonnell Ranges einen großen Teich, den er irrtümlich für eine Quelle hielt; zu Ehren der Ehefrau seines Chefs, Alice Todd, nannte er die Wasserstelle Alice Springs. Sie ist Teil eines Flussbetts, das nur nach schweren Regenfällen Wasser führt, das sich aber an dieser Stelle länger hält. Hier wurde die Telegrafenstation, heute ein Museum, errichtet, und erhielt den Namen der Wasserstelle.
Die Siedlung, aus der das heutige Alice Springs erwuchs, entstand vier Kilometer südlich der Telegraphenstation und hieß Stuart (Town) – zu Ehren des Entdeckers John McDouall Stuart, der 1862 als erster den Weg durch das Red Centre bis zur Nordküste geschafft hatte. Der kleine Ort zog jedoch mangels Infrastruktur kaum Siedler an. Die Zahl der Einwohner vervielfachte sich erst, als die Great Northern Railway 1929 die Siedlung erreichte. 1933 wurde die Telegrafenstation nach Stuart verlegt und der Ort in Alice Springs umbenannt. Wirtschaftsgrundlage des Red Centre waren extensive Rinderweidewirtschaft, Kamelfarmen und Bergbau. Die Entwicklung des Tourismus etwa ab 1970 eröffnete der Stadt neue Perspektiven im Hotel- und Gaststättengewerbe, Einzel- und Kunsthandel.

## Infrastruktur

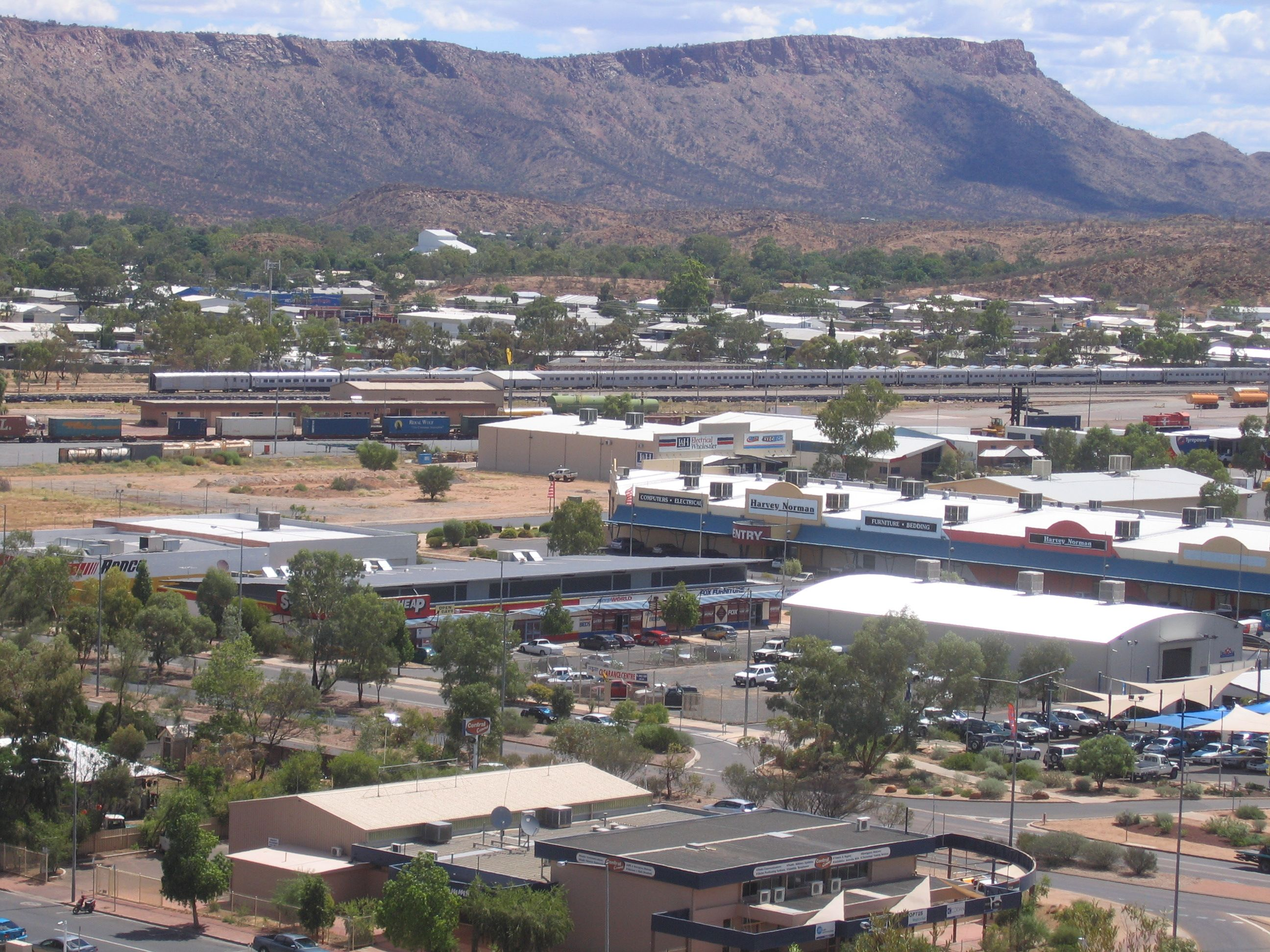
Bahnhof mit „The Ghan“

Da Alice Springs im Outback liegt, war die Versorgung anfangs nur durch Kamelkarawanen möglich. Seit etwa 1920 traten Lastkraftwagen hinzu. Die seit 1929 bestehende schmalspurige Eisenbahn nach Port Augusta wurde 1980 durch den ersten Bauabschnitt der normalspurigen Zentralaustralischen Eisenbahn ersetzt, die in Tarcoola von der Transaustralischen Eisenbahn abzweigt. 2004 folgte dann der zweite Bauabschnitt nach Norden, der Alice Springs mit Darwin verbindet.
Der Flughafen ist für den Tourismus wichtig, da Alice Springs Ausgangspunkt für Fahrten zum Uluṟu-Kata-Tjuṯa-Nationalpark mit den beliebtesten Ausflugszielen des Red Centre Uluṟu („Ayers Rock“) und Kata Tjuṯa („Olgas“), zum Kings Canyon sowie zu anderen Sehenswürdigkeiten der weiteren Umgebung ist.

## Selbstverständnis
Alice Springs versteht sich als urbanes Zentrum mit gut entwickelter touristischer Infrastruktur. Charles Todd ist als namensgebende Persönlichkeit allgegenwärtig; das meist ausgetrocknete Flussbett, die Haupteinkaufsstraße und einige Gaststätten und Geschäfte sind nach ihm benannt.
Für die Touristen, die hier ihren strategischen Ausgangspunkt für Ausflüge in das Red Centre nehmen, vermittelt die Todd Mall Outback- und Aboriginal-Flair durch Außenanlagen mit rotem Sand, Felsbrocken und Tamarisken, typische Namensbestandteile der Cafés, Bars, Restaurants, Geschäfte und Kunstgalerien (bush, dreamtime, aboriginal, outback), Dekore in orange-braunen Aboriginal-Farben und das entsprechende Angebot (Sportkleidung und Ausrüstung für Individualreisende, Souvenirs und Kunsthandwerk, Gebrauchsgegenstände und Didgeridoos der Aborigines). In einigen Galerien sind auch signierte Gemälde und Skulpturen namentlich identifizierter Aboriginal-Künstler erhältlich, die zu unterscheiden sind von der in Gemeinschaftsarbeit in den Reservaten angefertigten Handwerksware.
Im Jahr 2021 betrug der Anteil von Aborigines an der Gesamtbevölkerung der Stadt 21 %.

## Sehenswürdigkeiten

### In der Stadt

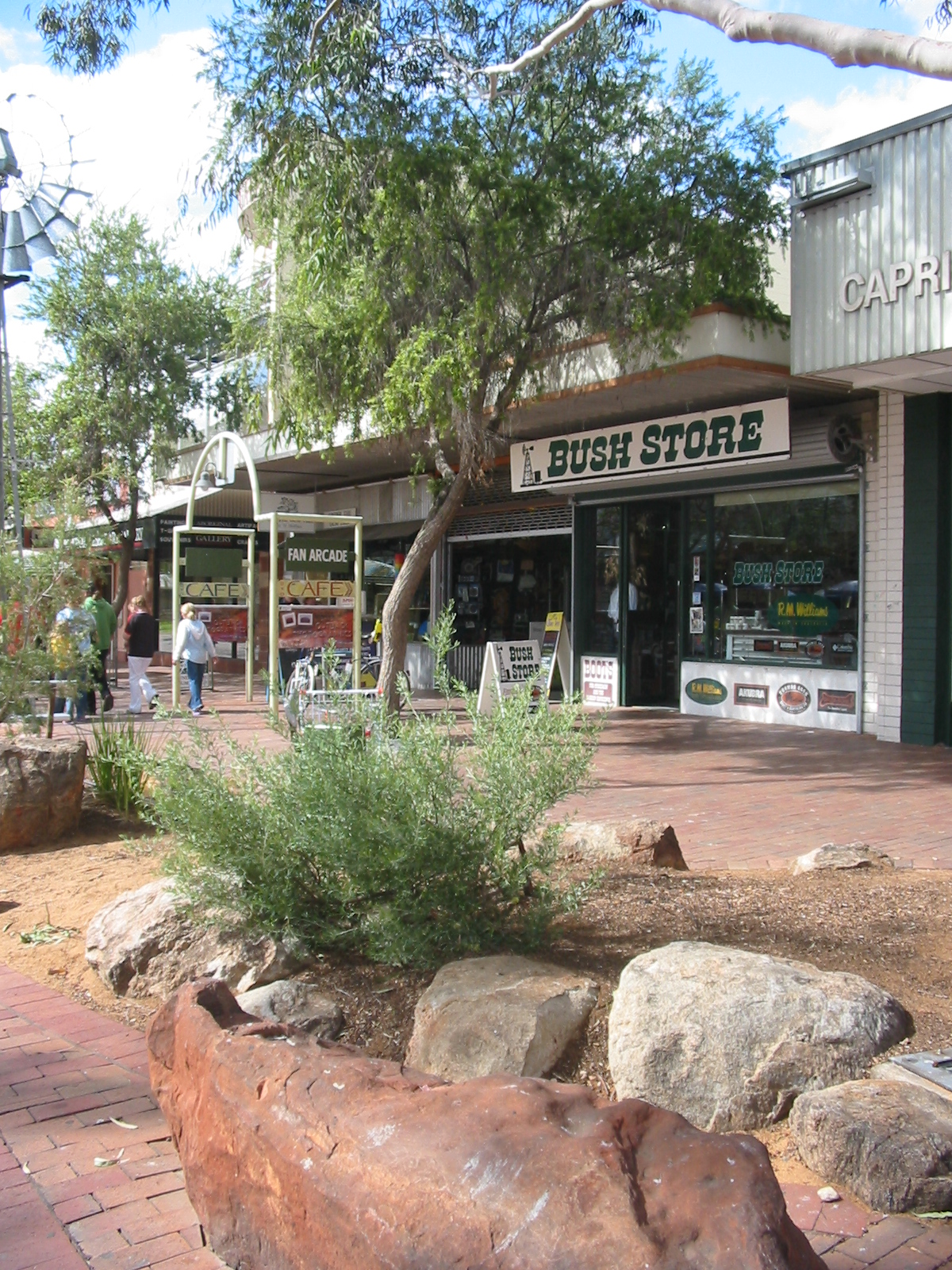
Todd Mall

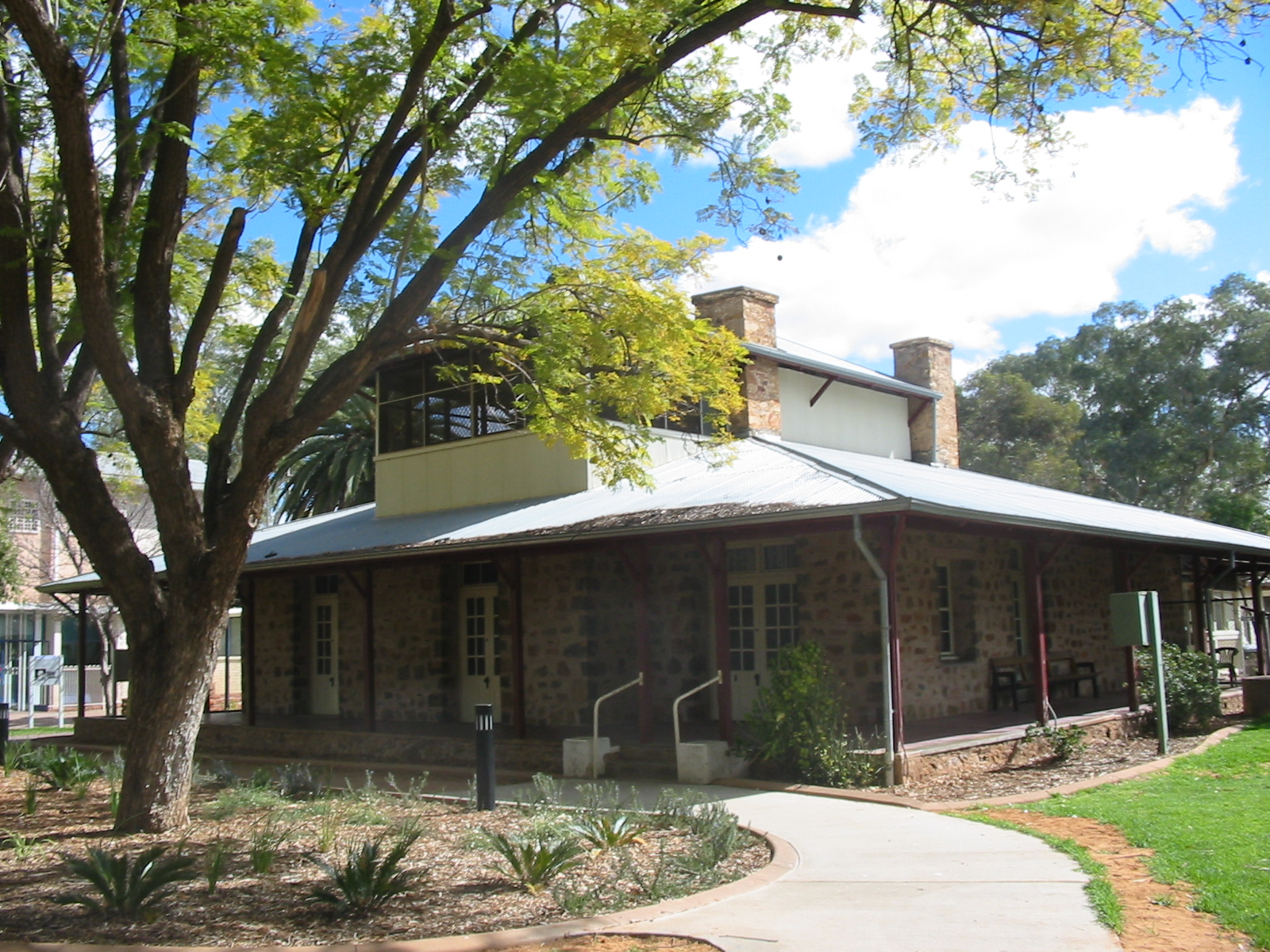
Adelaide House

- Alice Springs Reptile Center: Umfangreiche Ausstellung einer Vielzahl von Reptilien. Dreimal täglich Reptilien-Show
- Museum of Central Australia: Fossilien, Meteoriten, Mineralien, Aboriginal-Funde.
- Adelaide House: Erstes Krankenhaus der Stadt, entworfen von John Flynn, Gründer des Royal Flying Doctor Service 1926, heute historisches Museum.
- Old Courthouse, 1928 von Emil Martin erbaut, ehemaliges Gerichtsgebäude, Wechselausstellungen.
- Stuart Town Gaol, ältestes Gebäude der Stadt (1908), bis 1938 Gefängnis.
- Women’s Museum of Australia
- The Residency, bis 1973 Sitz des lokalen Governors, heute Museum mit Fotoausstellung lokaler Pionier-Frauen.
- Panorama Guth, ehemaliges Wohnhaus des niederländischen Künstlers Hendrik Guth, emigriert 1960 aus Arnhem (1921–2003); Rotunde mit Rundum-Gemälde der Attraktionen des Red Centre, anderen Porträts und Landschaftsgemälden des Künstlers. (Im Oktober 2005 niedergebrannt.[2])
- Seit 28. Februar 2012 liegt in Alice Springs der 2.000.000ste Geocache der Welt versteckt.[3]

### Außerhalb des Stadtzentrums

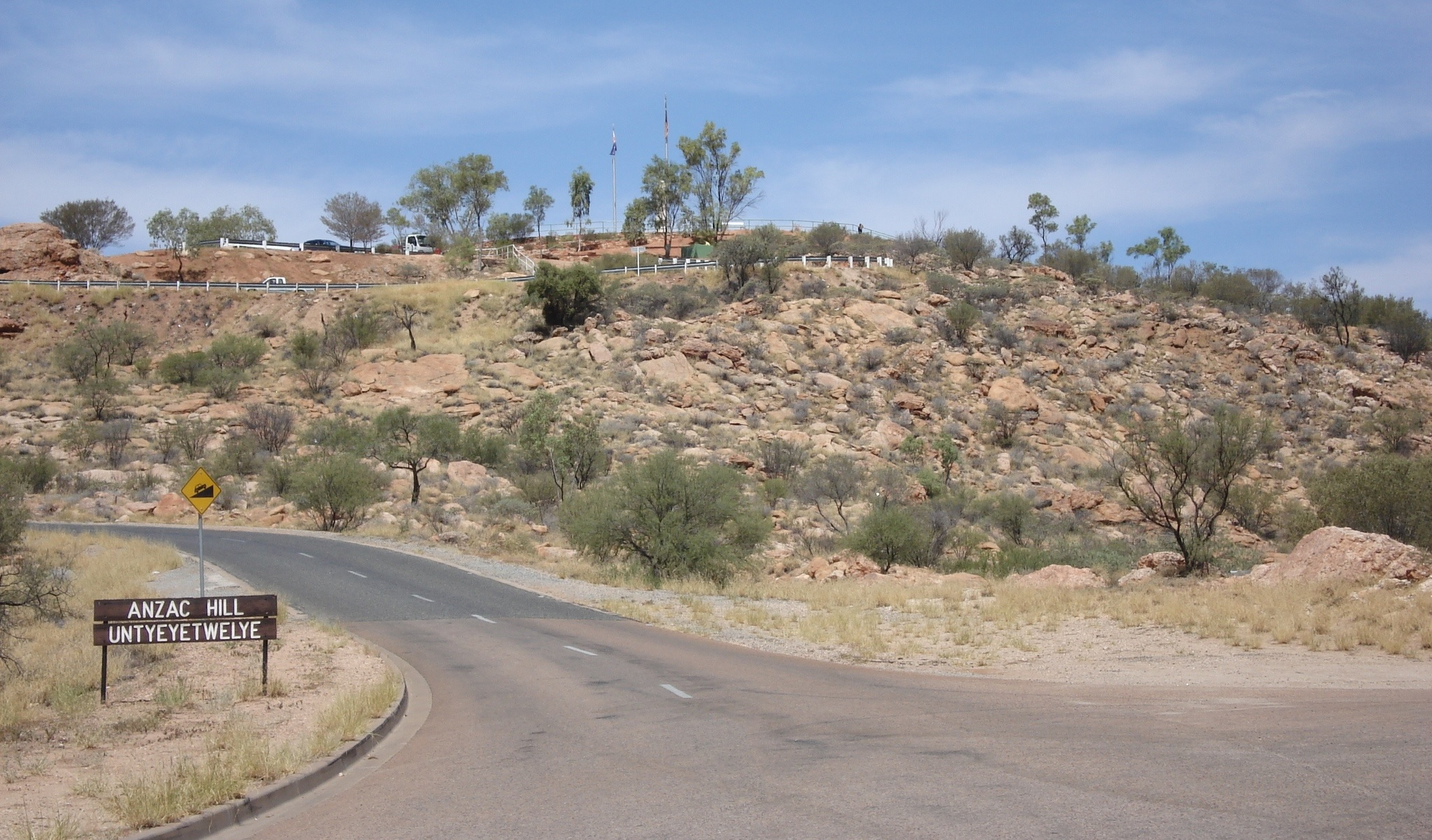
Der Anzac Hill

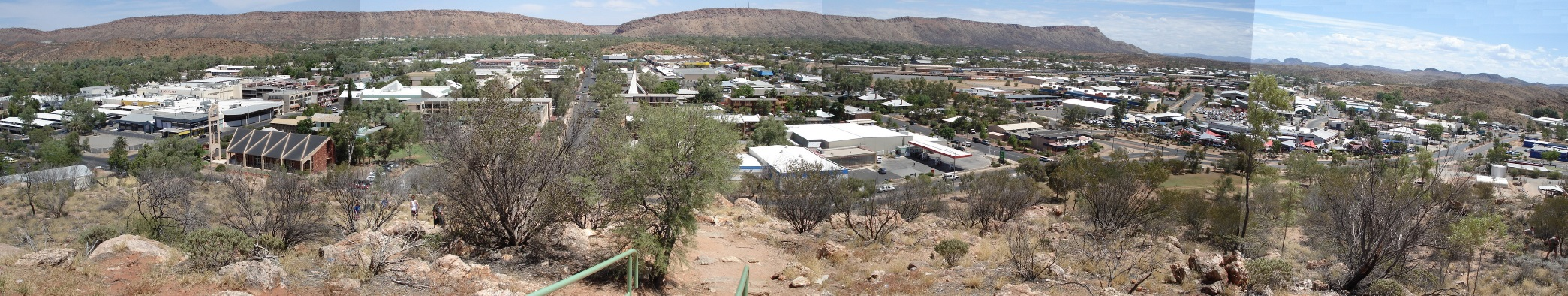
Blick auf Alice Springs vom Anzac Hill (zusammengesetztes Bild)

- Anzac Hill mit ANZAC-Ehrenmal und weitem Ausblick über die Stadt
- Lokaler Stützpunkt des Royal Flying Doctor Service
- Old Telegraph Station (Alice Springs)
- Old Ghan Heritage Railway, Eisenbahnmuseum
- Alice Springs Desert Park, Landschaftspark mit Wüstentieren
- West MacDonnell National Park
- School of the Air

## Sonstiges
Jedes Jahr am dritten Samstag im August findet die Henley-on-Todd-Regatta statt, eine nicht ganz ernst gemeinte „Boots-Wettfahrt“, bei der boot-ähnliche Konstruktionen durch das trockene, sandige Flussbett des Todd River getragen werden. In der Nähe von Alice Springs, in Pine Gap, befindet sich ein Echelon-Lauschposten. Ungefähr 15 km südlich der Stadt gibt es das einzige Weingut des Red Centre, das 1969 von einem Pharmazeuten-Ehepaar gegründet wurde. Mithilfe künstlicher Bewässerungsmethoden werden vier Rebsorten angebaut (Riesling, Cabernet, Shiraz und Sémillon). Restaurant und Probierstube sind angegliedert. Der bekannte Geologe und Astronom Eugene Shoemaker starb am 18. Juli 1997 bei einem Autounfall in der Nähe von Alice Springs. Das Auswärtige Amt weist in seinen Reiseinformationen über Australien ausdrücklich auf eine erhöhte Kriminalität in Alice Springs hin, insbesondere in den Nachtstunden (Stand 2024).

## Klimatabelle
|                       | Jan  | Feb  | Mär  | Apr  | Mai  | Jun  | Jul  | Aug  | Sep  | Okt  | Nov  | Dez  |   |      |
| Mittl. Tagesmax. (°C) | 36,2 | 35,1 | 32,4 | 27,9 | 22,9 | 19,9 | 19,5 | 22,4 | 26,6 | 30,9 | 33,7 | 35,6 | ⌀ | 28,6 |
| Mittl. Tagesmin. (°C) | 21,3 | 20,6 | 17,5 | 12,5 | 8,3  | 4,9  | 3,7  | 6,0  | 9,9  | 14,7 | 17,8 | 20,0 | ⌀ | 13,1 |
|                       |      |      |      |      |      |      |      |      |      |      |      |      |   |      |
| Niederschlag (mm)     | 42   | 37   | 52   | 17   | 18   | 14   | 16   | 12   | 11   | 19   | 27   | 36   | Σ | 301  |
|                       |      |      |      |      |      |      |      |      |      |      |      |      |   |      |
| Sonnenstunden (h/d)   | 10,1 | 9,8  | 9,6  | 9,4  | 8,5  | 8,6  | 9,2  | 9,6  | 10,0 | 10,0 | 10,1 | 10,2 | ⌀ | 9,6  |
|                       |      |      |      |      |      |      |      |      |      |      |      |      |   |      |
| Regentage (d)         | 4    | 3    | 3    | 2    | 2    | 1    | 2    | 2    | 2    | 3    | 4    | 4    | Σ | 32   |
|                       |      |      |      |      |      |      |      |      |      |      |      |      |   |      |
| Luftfeuchtigkeit (%)  | 33   | 36   | 38   | 41   | 49   | 54   | 49   | 40   | 34   | 30   | 31   | 32   | ⌀ | 38,9 |

| 21,3 |

| 20,6 |

| 17,5 |

| 12,5 |

| 8,3 |

| 4,9 |

| 3,7 |

| 6,0 |

| 9,9 |

| 14,7 |

| 17,8 |

| 20,0 |

| 21,3 |

| 20,6 |

| 17,5 |

| 12,5 |

| 8,3 |

| 4,9 |

| 3,7 |

| 6,0 |

| 9,9 |

| 14,7 |

| 17,8 |

| 20,0 |

## Söhne und Töchter der Stadt
- Charles Perkins (1936–2000), politischer Aktivist der Aborigines, Fußballspieler und -trainer
- Harold Thomas (* 1947), Maler vom Stamme der Luritja
- Michael Gunner (* 1976), Politiker
- Kaylene Whiskey (* 1976), Malerin
- Vincent Namatjira (* 1983), Maler vom Stamme der Arrernte
- Alexis Rhodes (* 1984), Radrennfahrerin